# Талка (приток Белбажа)

Талка — река в Нижегородской области России, протекает по территории Ковернинского района. Устье реки находится в 17 км по правому берегу реки Белбаж. Длина реки составляет 18 км, площадь водосборного бассейна — 136 км².
Исток реки у деревень Горево и Талицы в 12 км к юго-западу от села Ильино-Заборское. Река течёт на северо-восток, на берегах  деревни Мокино и Макаршино. Притоки - ручьи Прохорской (8 км от устья по левому берегу) и Ржавец (правый). Впадает в Белбаж западнее села Ильино-Заборское. 

## Данные водного реестра
По данным государственного водного реестра России относится к Верхневолжскому бассейновому округу, водохозяйственный участок реки — Волга от устья реки Ока до Чебоксарского гидроузла (Чебоксарское водохранилище), без рек Сура и Ветлуга, речной подбассейн реки — Волга от впадения Оки до Куйбышевского водохранилища (без бассейна Суры). Речной бассейн реки — (Верхняя) Волга до Куйбышевского водохранилища (без бассейна Оки).
По данным геоинформационной системы водохозяйственного районирования территории РФ, подготовленной Федеральным агентством водных ресурсов:
- Код водного объекта в государственном водном реестре — 08010400312110000034516
- Код по гидрологической изученности (ГИ) — 110003451
- Код бассейна — 08.01.04.003
- Номер тома по ГИ — 10
- Выпуск по ГИ — 0